# Ressons-sur-Matz
|  | Per a altres significats, vegeu «cantó de Ressons-sur-Matz». |

Ressons-sur-Matz és un comú francès al departament de l'Oise (regió dels Alts de França). L'any 2007 tenia 1.571 habitants.

## Demografia

### Població
El 2007 la població de fet de Ressons-sur-Matz era de 1.571 persones. Hi havia 614 famílies de les quals 136 eren unipersonals (51 homes vivint sols i 85 dones vivint soles), 205 parelles sense fills, 226 parelles amb fills i 47 famílies monoparentals amb fills.
La població ha evolucionat segons el següent gràfic:

### Habitatges
El 2007 hi havia 679 habitatges, 623 eren l'habitatge principal de la família, 13 eren segones residències i 43 estaven desocupats. 581 eren cases i 97 eren apartaments. Dels 623 habitatges principals, 412 estaven ocupats pels seus propietaris, 194 estaven llogats i ocupats pels llogaters i 17 estaven cedits a títol gratuït; 6 tenien una cambra, 42 en tenien dues, 116 en tenien tres, 181 en tenien quatre i 277 en tenien cinc o més. 482 habitatges disposaven pel capbaix d'una plaça de pàrquing. A 315 habitatges hi havia un automòbil i a 222 n'hi havia dos o més.

### Piràmide de població
La piràmide de població per edats i sexe el 2009 era:
| Homes | Edats   | Dones |
| ----- | ------- | ----- |
| 0     | 95 o +  | 4     |
| 0     | 90 a 94 | 4     |
| 0     | 85 a 89 | 4     |
| 8     | 80 a 84 | 20    |
| 24    | 75 a 79 | 28    |
| 24    | 70 a 74 | 44    |
| 24    | 65 a 69 | 16    |
| 32    | 60 a 64 | 36    |
| 44    | 55 a 59 | 24    |
| 56    | 50 a 54 | 48    |
| 60    | 45 a 49 | 60    |
| 44    | 40 a 44 | 52    |
| 52    | 35 a 39 | 60    |
| 56    | 30 a 34 | 44    |
| 48    | 25 a 29 | 68    |
| 56    | 20 a 24 | 32    |
| 52    | 15 a 19 | 56    |
| 56    | 10 a 14 | 28    |
| 48    | 5 a 9   | 56    |
| 56    | 0 a 4   | 44    |

## Economia
El 2007 la població en edat de treballar era de 1.020 persones, 727 eren actives i 293 eren inactives. De les 727 persones actives 639 estaven ocupades (364 homes i 275 dones) i 88 estaven aturades (38 homes i 50 dones). De les 293 persones inactives 91 estaven jubilades, 70 estaven estudiant i 132 estaven classificades com a «altres inactius».

### Ingressos
El 2009 a Ressons-sur-Matz hi havia 615 unitats fiscals que integraven 1.591 persones, la mediana anual d'ingressos fiscals per persona era de 18.224 €.

### Activitats econòmiques
Dels 107 establiments que hi havia el 2007, 3 eren d'empreses extractives, 3 d'empreses alimentàries, 1 d'una empresa de fabricació de material elèctric, 3 d'empreses de fabricació d'altres productes industrials, 6 d'empreses de construcció, 29 d'empreses de comerç i reparació d'automòbils, 7 d'empreses de transport, 6 d'empreses d'hostatgeria i restauració, 2 d'empreses d'informació i comunicació, 6 d'empreses financeres, 6 d'empreses immobiliàries, 8 d'empreses de serveis, 19 d'entitats de l'administració pública i 8 d'empreses classificades com a «altres activitats de serveis».
Dels 28 establiments de servei als particulars que hi havia el 2009, 1 era una oficina d'administració d'Hisenda pública, 1 gendarmeria, 1 oficina de correu, 3 oficines bancàries, 3 tallers de reparació d'automòbils i de material agrícola, 1 autoescola, 2 fusteries, 2 lampisteries, 2 electricistes, 3 perruqueries, 1 veterinari, 3 restaurants, 3 agències immobiliàries i 2 salons de bellesa.
Dels 11 establiments comercials que hi havia el 2009, 1 era una botiga de més de 120 m², 2 fleques, 1 una fleca, 1 una peixateria, 2 botigues de roba, 1 una botiga de roba, 1 una sabateria, 1 una botiga de material de revestiment de parets i terra i 1 una joieria.
L'any 2000 a Ressons-sur-Matz hi havia 5 explotacions agrícoles.

## Equipaments sanitaris i escolars
L'únic equipament sanitari que hi havia el 2009 era una farmàcia.
El 2009 hi havia 1 escola maternal i 1 escola elemental. Ressons-sur-Matz disposava d'un col·legi d'educació secundària amb 429 alumnes.

## Poblacions properes
El següent diagrama mostra les poblacions més properes.